# L'ultima lezione del professor Griffin
L'ultima lezione del professor Griffin (Killing Mr. Griffin) è un film per la televisione del 1997 diretto da Jack Bender. È tratto dall'omonimo libro di Lois Duncan.

## Trama
La storia racconta di una classe del liceo che progetta il rapimento del professore di letteratura latina. Purtroppo le cose non vanno per il meglio.